# Маниловка (Хмельницкая область)
Маниловка (укр. Манилівка) — село в Хмельницком районе Хмельницкой области Украины.
Население по переписи 2001 года составляло 247 человек. Почтовый индекс — 31303. Телефонный код — 382. Занимает площадь 1,266 км². Код КОАТУУ — 6825084802.

## Местный совет
31303, Хмельницкая обл., Хмельницкий р-н, с. Николаев, ул. Октябрьская, 14